# Diario Carioca
O Diario Carioca foi um periódico brasileiro, fundado no Rio de Janeiro em 17 de julho de 1928 por José Eduardo Macedo Soares e publicado até dezembro de 1965.

## História
Situava-se no número 25 da avenida Rio Branco, no centro do Rio de Janeiro. Foi o jornal que introduziu o lide nas matérias, criou o copidesque, lançou o primeiro manual de redação jornalística e foi também o primeiro a circular no Distrito Federal, em 12 de setembro de 1959, com o nome de DC-Brasília, sob a direção de Elias de Oliveira Júnior. Em 1945, o diário publicou uma manchete sucinta sobre a notícia da troca do ministro da Guerra ("Sai Dutra, entra Goes"), o que foi considerado uma revolução técnica, num tempo em que manchetes eram prolixas.
Em meados de 1948, a redação do jornal transferiu-se do prédio que ocupava na praça Tiradentes, nº 77, para o moderno edifício da avenida Presidente Vargas. Pouco depois, o jornal deixou este local para dar lugar ao Ultima Hora e foi para um sobrado na esquina da Avenida Rio Branco com a Rua de São Bento.
O Diario Carioca foi responsável por introduzir os conceitos de lead e sub-lead no jornalismo brasileiro; as práticas já eram adotadas na imprensa estadunidense e foram trazidas ao Brasil por Pompeu de Sousa.

## Posições políticas e editoriais
O Diario Carioca nasceu em 1928 com a finalidade de fazer oposição ao governo Washington Luís e afirmava ser um órgão de combate que antecipara a Revolução de 1930. O primeiro número do jornal deveria ter saído a 5 de julho, para comemorar o sexto aniversário do levante dos 18 do Forte.
O Diario Carioca, apoiou com entusiasmo Getúlio Vargas e os revolucionários de 1930, mas se mostrou desiludido logo nos primeiros meses do governo provisório, passando a defender a constitucionalização do país. Em fevereiro de 1932, numa época em que o Brasil podia ser chamado de "país dos tenentes", isso gerou uma comoção entre os tenentes radicais, que organizaram o "empastelamento" do jornal. A destruição do Diario Carioca por elementos ligados ao Clube 3 de Outubro desencadeou uma crise entre os setores do governo. Maurício Cardoso, então ministro da Justiça, exigiu a apuração das responsabilidades, mas Vargas mostrou-se reticente. Diante disso, Cardoso e outros políticos gaúchos afastaram-se do governo.
Em 1948, a convite de Macedo Soares, Danton Jobim começoua a redigir eventualmente o tradicional artigo da primeira página do Diario Carioca, normalmente escrito pelo próprio fundador do jornal.
Nas eleições que decidiriam o sucessor do general Dutra na presidência, o Diario Carioca foi contra Getúlio Vargas e apoiou o brigadeiro Eduardo Gomes, candidato  pela União Democrática Nacional (UDN), mas criticou a sua aliança com o ex-líder da Ação Integralista Brasileira, Plínio Salgado.
Em 1950, com a vitória eleitoral de Getúlio Vargas para presidente, o Diario Carioca passou a fazer oposição ao seu governo. Participou da campanha contra o jornal Última Hora, que apoiava Getúlio e pertencia ao jornalista Samuel Wainer. O Diario Carioca ainda apoiaria a proposta de impeachment apresentada por políticos do partido da UDN contra Getúlio Vargas. Após o suicídio de Vargas, populares indignados invadiram o jornal e realizaram o empastelamento de sua tipografia.
O Diario Carioca apoiou o governo Juscelino Kubitschek e, ao final do seu mandato, nas eleições de 1960, passou a ser favorável ao marechal Lott, que acabaria por ser derrotado por Jânio Quadros.
O jornal foi vendido em 1961 por Horácio Gomes Leite de Carvalho Filho para Arnon de Melo. Em 1962, Danton Jobim tornou-se proprietário, mas, com a eclosão do golpe militar de 1964, acabaria vendendo o jornal para Horácio Gomes Leite de Carvalho Júnior,. O Diario Carioca também serviu de aliado do presidente João Goulart durante todo o seu governo e não sobreviveu ao regime militar instalado em 1964 no país, por ser um feroz opositor do governo. Acabou sendo asfixiado por falta de verbas publicitárias, quadro causado pela pressão do governo militar. Foi extinto em 31 de dezembro de 1965.

## Colaboradores e cronistas
Nos momentos iniciais de vida do jornal destacavam-se Evaristo de Morais, Virgílio de Melo Franco, Humberto de Campos e Adolfo Bergamini.
Foi no Diario Carioca que o jornalista Armando Nogueira começou sua carreira, em 1950, como repórter — mais tarde, seria redator e colunista.